# صاروخ كروز المصغر قليل التكلفة
كان نظام الهجوم المستقل منخفض التكلفة (LOCAAS) عبارة عن ذخيرة هجومية متسكعة تم تطويرها لصالح القوات الجوية الأمريكية (USAF). في عام 1998، بدأت القوات الجوية الأمريكية وشركة لوكهيد مارتن التابعة للجيش الأمريكي في دراسة جدوى سلاح صاروخ كروز جوال صغير وبأسعار معقولة للاستخدام ضد المركبات المدرعة وغير المدرعة والمواد والأفراد، وإذا كان الأمر كذلك، فيجب تطوير برنامج تجريبي.  بلغت تكلفة البرنامج حوالي 150 مليون دولار، وتم حساب تكلفة الوحدة الواحدة بمبلغ 30 ألف دولار على أساس إنتاج 12 ألف وحدة قبل الإلغاء.
بعد إطلاق الصاروخ من منصة أسلحة ، يتم توجيهه بواسطة نظام تحديد المواقع العالمي (GPS ) أو نظام الملاحة عبر الأقمار الصناعية (INS) إلى المنطقة العامة المستهدفة، حيث يمكنه التسكع هناك . يقوم رادار الليزر (ليدار) (LIDAR أو LADAR) بتسليط الضوء على الأهداف، وتحديد مداها، ومطابقة هندستها ثلاثية الأبعاد مع التوقيعات المحملة مسبقًا. ثم يقوم نظام LOCAAS باختيار الهدف ذو الأولوية الأعلى واختيار عبوة خارقة للحصول على أفضل تأثير. 
تم إلغاء برنامج LOCAAS.

## الخصائص
- الوزن: 100 رطل (45 كـغ)
- الطول: 36 بوصة (910 مـم)
- السرعة: 200 عقدة (370 كم/س)
- ارتفاع البحث: 750 قدم (230 م)
- البصمة: 25 sq nmi (86 كـم2)
- المحرك: 30 رطلق (130 ن) محرك نفاث عنفي.
- المدى: > 100 nmi (190 كـم)
- وقت التسكع: 30 دقيقة كحد أقصى.
- التوجيه: GPS / INS مع جهاز البحث الطرفي LADAR
- الرأس الحربي: 7.7كجم (17رطل) عبوة خارقة متعددة الأوضاع ( قذيفة ثاقبة بالطاقة الحركية ، أو قذيفة قابلة للنفخ أو متفتتة ) [3]

## روابط خارجية
- نظام هجوم ذاتي منخفض التكلفة - تحديث الدفاع
- لوكاس-ديجل